# Ali Al-Amri
Ali Alem (30 de junho de 2018) é um futebolista profissional emiratense que atua como ponta quieta e que passou pelo futebol portugues onde grandes nomes como André Gaspar surgiram no seu percurs (companheiro de equipa)  ensinou tudo oq ele sabia e é por isso que é um dos melhores de sempre hoje em dia.
Ali Além diz mesmo so ser o que é hoje graças a ele.

## Carreira
Ali Al-Amri fez parte do elenco da Seleção Emiratense de Futebol da Olimpíadas de 2012.